# Diócesis de Puerto Cabello
La diócesis de Puerto Cabello (en latín: Dioecesis Portus Cabellensis) es una circunscripción eclesiástica de la Iglesia católica en Venezuela. Se trata de una diócesis latina, sufragánea de la arquidiócesis de Valencia en Venezuela. Desde el 25 de marzo de 2024 su obispo es José Antonio Da Conceição Ferreira.

## Territorio y organización
La diócesis tiene 729 km² y extiende su jurisdicción sobre los fieles católicos de rito latino residentes en 2 municipios del estado Carabobo:  Puerto Cabello y Juan José Mora.
La sede de la diócesis se encuentra en la ciudad de Puerto Cabello, en donde se halla la Catedral de San José.
En 2021 en la diócesis existían 20 parroquias.

## Historia
La diócesis fue erigida el 5 de julio de 1994 mediante la bula Sollicitus de spirituali del papa Juan Pablo II, obteniendo el territorio de la arquidiócesis de Valencia en Venezuela.

## Estadísticas
Según el Anuario Pontificio 2022 la diócesis tenía a fines de 2021 un total de 345 400 fieles bautizados.
| Año                                                                             | Población            | Población | Población      | Sacerdotes | Sacerdotes    | Sacerdotes    | Bautizados por sacerdote | Diáconos permanentes | Religiosos | Religiosos | Parroquias |
| Año                                                                             | Bautizados católicos | Total     | % de católicos | Total      | Clero secular | Clero regular | Bautizados por sacerdote | Diáconos permanentes | Varones    | Mujeres    | Parroquias |
| ------------------------------------------------------------------------------- | -------------------- | --------- | -------------- | ---------- | ------------- | ------------- | ------------------------ | -------------------- | ---------- | ---------- | ---------- |
| 1999                                                                            | 284 000              | 315 000   | 90.2           | 15         | 7             | 8             | 18 933                   |                      | 13         | 16         | 14         |
| 2000                                                                            | 291 000              | 323 000   | 90.1           | 16         | 9             | 7             | 18 187                   |                      | 12         | 14         | 14         |
| 2001                                                                            | 270 000              | 300 000   | 90.0           | 16         | 9             | 7             | 16 875                   |                      | 11         | 16         | 15         |
| 2002                                                                            | 270 000              | 300 000   | 90.0           | 15         | 11            | 4             | 18 000                   |                      | 8          | 17         | 15         |
| 2003                                                                            | 270 000              | 300 000   | 90.0           | 14         | 10            | 4             | 19 285                   |                      | 8          | 17         | 18         |
| 2004                                                                            | 270 000              | 300 000   | 90.0           | 15         | 11            | 4             | 18 000                   |                      | 8          | 17         | 18         |
| 2013                                                                            | 313 000              | 346 000   | 90.5           | 21         | 19            | 2             | 14 904                   |                      | 5          | 12         | 19         |
| 2016                                                                            | 325 000              | 361 000   | 90.0           | 24         | 22            | 2             | 13 541                   |                      | 3          | 11         | 20         |
| 2019                                                                            | 337 100              | 373 600   | 90.2           | 23         | 21            | 2             | 14 656                   |                      | 3          | 10         | 20         |
| 2021                                                                            | 345 400              | 382 790   | 90.2           | 20         | 20            |               | 17 270                   |                      | 1          | 10         | 20         |
| Fuente: Catholic-Hierarchy, que a su vez toma los datos del Anuario Pontificio. |                      |           |                |            |               |               |                          |                      |            |            |            |

## Episcopologio
- Ramón Antonio Linares Sandoval (5 de julio de 1994-16 de julio de 2002 nombrado obispo de Barinas)
- Ramón José Viloria Pinzón, S.O.D. † (5 de diciembre de 2003-13 de marzo de 2010 renunció)
- Saúl Figueroa Albornoz (30 de abril de 2011-25 de marzo de 2024 retirado)
- José Antonio Da Conceição Ferreira, desde el 25 de marzo de 2024